# Xã Spring Ranch, Quận Clay, Nebraska
Xã Spring Ranch (tiếng Anh: Spring Ranch Township) là một xã thuộc quận Clay, tiểu bang Nebraska, Hoa Kỳ. Năm 2010, dân số của xã này là 157 người.